# 极光

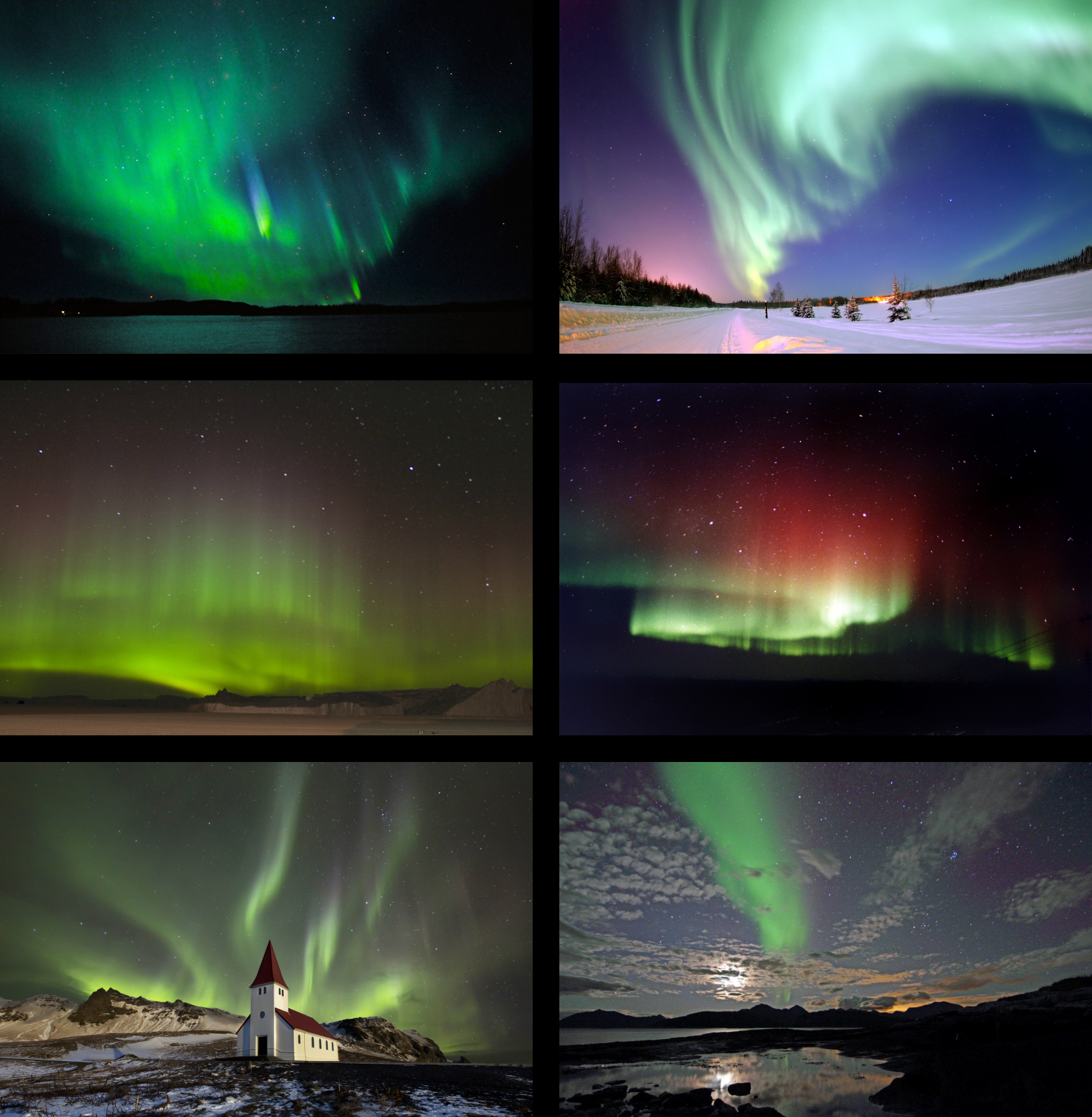
绚丽的極光

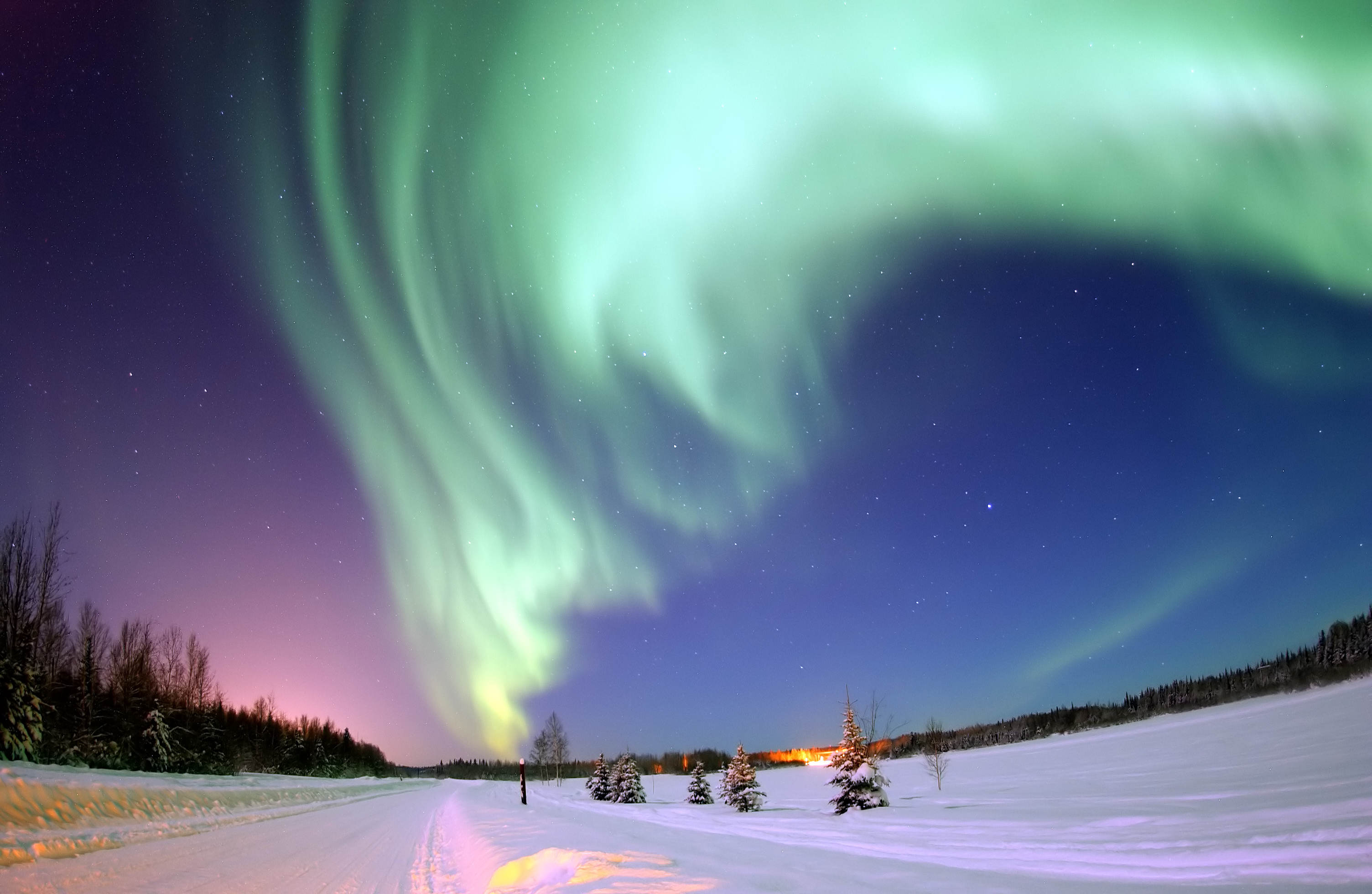
極光

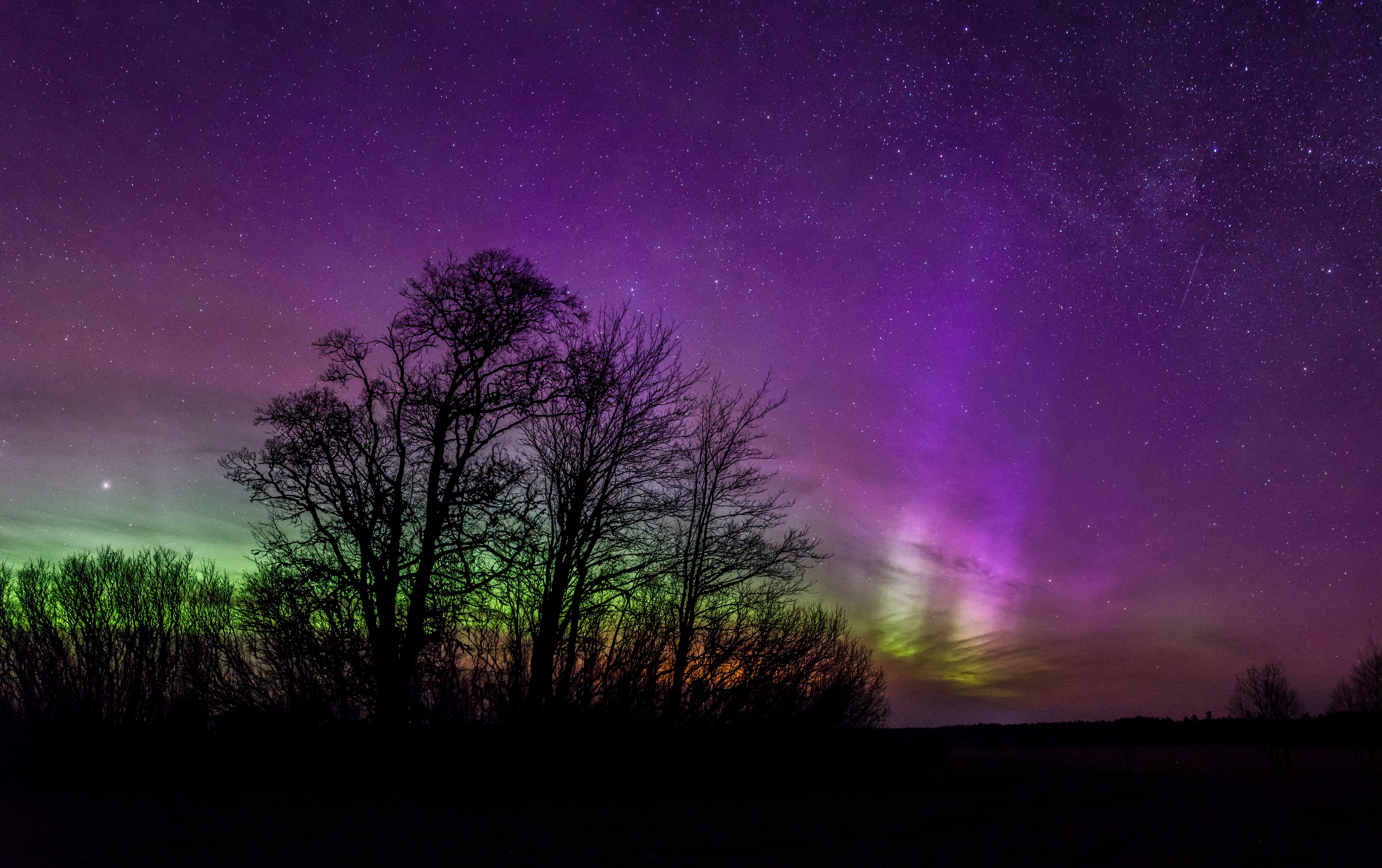
愛沙尼亞拍攝的極光

極光，是一種等離子體現象，主要發生在具有磁场的行星上的高緯度區域，而在地球上的極光帶即是經度上距離地磁極10°至20°，緯度寬約3°至6°的區域。當磁暴發生時，在較低的緯度也會出現極光。
現代物理學對其產生原理有詳細描述，地球上的極光是由於來自磁層和太陽風的帶電高能粒子被地磁場導引帶進地球大氣層，並與高層大氣（熱層）中的原子碰撞造成的發光現象。极光不只在地球上出现，太阳系内的其他一些具有磁场的星體上也有极光

## 历史回顧

### 古代观点
極光發現的歷史很早，許多解釋極光的迷信或過時的理論已經存在數百年了。
- 《河图稽命征》上说：“附宝（黄帝之母）见大电光绕北斗权星，照耀郊野，感而孕二十五月，而生黄帝轩辕于青丘。”這很可能是指極光。
- 塞內卡在他的第一本書《大自然的疑问》（Naturales Quaestiones）中說極光是彌漫的，許多圖繪是來自亞里斯多德；他將極光分類（當極光呈現環狀或是天空中一個大洞的邊緣，就稱為井或"putei"，看起來木桶的稱為"pithaei"，"chasmata"與英文的chasm（鴻溝）有相同的字根，像鬍鬚時稱為"pogoniae"，而像柏樹時稱為"cyparissae"），描述五花八門的顏色，並自行判斷它們是在雲的上方還是下方。他回憶說在台比留（西元14-37年的羅馬皇帝）時代，在奧斯提亞安提卡（Ostia Antica）上出現了顏色非常紅且強烈的極光，當地附近的駐軍基於救火的職責所在，急馳到城市。
- 古希臘探險家/地理學家皮西亞斯也曾提到极光。
- 極光在歷史上曾有不少的名稱，克里族（北美洲的印地安人）稱它們是“舞動的精靈”。在中世紀的歐洲，極光被視為來自神的標誌[4]。

### 近代以来科学概念与研究发展历史
- 1619年，伽利略以羅馬神話的曙光女神奧羅拉（Aurora）之名创造出"aurora borealis"一词。伽利略解釋極光是由反射從地球上上升蒸氣的太陽光。法國數學家皮埃爾·伽桑狄在1621年以希臘語的北風稱之為"Boreas"[5]。
- 沃爾特·威廉·布賴恩特在他的書《开普勒》（1920）一书中寫第谷·布拉赫“認為順勢療法醫師似乎有什麼東西，他懷疑是硫，治癒了北極光的硫磺蒸氣帶來的傳染性疾病”[6]。
- 1741年，欧罗夫·休尔特（瑞典语：Olof Petrus Hjorter）和安德斯·攝爾修斯觀測到出現在頭頂上方的極光，并描述为受到磁場控制。這表示（以後獲得證實）大電流會與極光有所關聯，流出的區域就是極光的源頭。
- 本傑明·富蘭克林認為“神秘的北極光”是北極地區被水和其它的濕氣增強了濃度而強化的帶電粒子[7]。
- 19世纪中后期，伊萊亞斯·羅密士（1860）和稍晚的赫爾曼·費茨（Hermann Fritz, 1881）[8]先后詳細敘述极光与磁场的关系。
- 1882年，特隆欧尔（S. Tromholt）[9]確定極光主要出現在圍繞地球磁極約2,500公里半徑的環形"極光帶"。在距離磁極約2,000公里的地理北極則幾乎不曾出現過極光。暫態分佈的極光（"極光橢圓"）[1][2]) 則稍有不同，中心會由磁極向夜側偏移3-5度，所以當磁極位於太陽和觀測者之間對齊時，毫無疑問的極光弧在子夜會最偏向赤道的方向。這也是觀賞極光最佳的時段，稱為磁性子夜。
- 1896年，克里斯蒂安·伯克蘭提出極光起因于來自太陽所發射的带电粒子束。他在真空室中放入一個磁化的球（代表微型地球的"terrellas"球），以電子射束進行實驗，表明電子將被引導至極區。這個模型的問題是極光本身沒有極性，還有更多負電荷本身的自我分散性等，並且缺乏任何在太空中的觀測證據。極光是太陽風粒子受到地球磁場的導引，在地球大氣層頂的高處產生。這對極光尖點是正確的，但是在尖點之外，太陽風並未直接接近。此外，太陽風的能量主要是駐留在正離子，電子只有0.5Ev（電子伏特），而在尖點雖然會升高至50-100eV，但依然沒有達到極光的能量。[10]
- 1908年，克里斯蒂安·伯克蘭[11]推論電流是沿著東西方向的極光弧流動的，流向是從白天側朝向（大致）子夜，後來被稱為"極光電流"（參見伯克蘭電流）。
- 約在1962年时，詹姆斯·范·艾伦及其同事提出“漏桶理論”，认为極光是從范艾倫輻射帶溢出的，以反駁極光的高能量散逸會很快地耗盡輻射帶。不久之後，事实显示被困在輻射帶中大份都是帶正電的離子，而極光中的粒子幾乎都是相對能量較低的電子。
- 1970年代，美国天体物理學家瓊·費曼推論極光是地球磁層和太陽風发生相互作用的產物[12]。她的工作結果來自“探險家33號”（"Explorer 33"）太空船蒐集的資料[13]。
- 2007年2月，美国国家航空航天局「西蜜斯衛星任務」（"THEMIS"）的5個人造衛星群成功發射升空。3月在阿拉斯加和加拿大上空偵測到北極光出現兩小時，同一時間衛星也偵測到帶電粒子流接觸到北極磁場，并首度測到扭曲磁場的結構。美國加州大學洛杉磯分校的安吉羅波洛斯根据卫星传回的数据推断：太陽釋放的帶電粒子像一道氣流飛向地球，碰到北極上空磁場時又形成若干扭曲的磁場，帶電粒子的能量在瞬間釋放，以燦爛眩目的北極光形式呈現。其研究結果已於2007年12月9日在「美國地球物理聯合會」的學術會議中發表。
- 2008年2月26日，西蜜斯探測器得以確定，這是第一次，啟動磁層副暴的觸發器[14]。五艘探測器中的二艘定位在到月球距離三分之一處，測量的事件顯示磁重聯事件發生在極光強化之前96秒[15]。西蜜斯的專案負責人，加利福尼亞大學洛杉磯分校的Vassilis Angelopoulos博士宣稱：“我們的資料清楚地顯示，這是第一次，磁重聯是觸發器。”[16]。

## 原理和機制

以IMAGE衛星資料合成的動畫

极光是地球周围的一种大规模放电的过程。来自太阳的带电粒子到达地球附近，地球磁场迫使其中一部分沿着磁場线集中到南北两极。当它们进入极地的高层大气（>80km）时，与大气中的原子和分子碰撞并激发，能量釋放产生的光芒形成圍繞著磁極的大圓圈，即极光。
極光最易出現的時期是春分和秋分兩個節氣來臨之前，且春秋兩季出現頻率更甚夏冬。这是因为在春分和秋分兩節氣時地球位置與「磁索」交錯最甚。另外，在太阳黑子多的时候或當太陽週期在日冕大量抛射增加和太陽風強度增強的階段時，極光出現的頻率和亮度也會增加。

## 观测区域
在北半球观察到的极光称北极光，南半球观察到的极光称南极光，经常出现的地方是在南北纬度67度附近的两个环带状区域内，阿拉斯加的費爾班克斯一年之中有超过200天的极光现象，因此被稱為“北极光首都”。而冰岛由于整个国家都在极光带上，也是北半球受欢迎的观测极光地点。南極光與北極光是同時變化的（可視為北極光的鏡像）。在高緯度的南美洲、澳大利亞、紐西蘭和南極洲可以看見南極光。
|  |

## 形态和颜色
通常極光出現時，是呈現瀰漫性的發光或"窗簾"，大致向東西方向擴展。有些時候，它們形成"靜態弧"，其它的"活躍極光"則會不停的變化，不斷的改變形態。每一個簾幕由許多平行的光線組成，每一條光線都內襯著當地的磁場線，暗示極光的形狀受到地球磁場的約制。事實上，衛星顯示電子循著磁場線，朝向地球方向螺旋著移動。
與窗簾相似，但皺摺更為強烈的被稱為"條狀（striations）"；當磁場線導引明亮的極光在觀賞著的上方綻放，則可能呈現"冕狀"或發散的輻射狀，這是透視造成的效果。

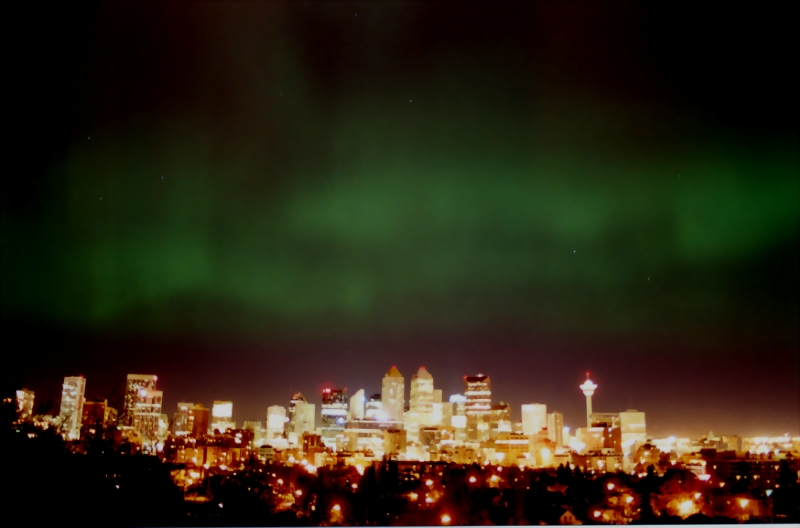
卡尔加里上空的極光

地球的極光主要有紅、綠二色是因為在熱成層的氮和氧原子被電子激发，分別發出紅色和綠色光。
氧的輻射：綠色或褐紅色，具體取決於所吸收的能量。
氮的輻射：藍色或紫色；如果收回一顆被電離的電子會輻射出藍色；從激发态回到基態是紅色。
氧回到基態是不尋常的：它可以在0.75秒輻射出綠光，但要長達兩分鐘的時間才能輻射出紅光。與其它原子或分子的碰撞會吸收激發的能量，並阻止輻射。因為在大氣層的最頂端，氧含量有較高的百分比，但碰撞是稀稀落落的，所以氧有足夠的時間輻射出紅光。下降到較低層，碰撞的頻率變得頻繁起來，就沒有足夠的時間釋放出紅光，最終，連綠光都因為碰撞過於頻繁也被阻止了
這就是為何在不同的高度會輻射出不同的顏色；在最高處，由氧的紅光主導，然後是氧的綠光和氮的藍光與紅光，最後只有氮的藍光與紅光，而碰撞阻止了氧輻射出任何的光線。綠色是極光中最常見的顏色，在它的後方（上方）是粉紅色，混合著淺綠色和紅色，緊接著是純紅色、黃色（紅色和綠色的混合），最後是純藍色。
- 紅色：出現在最高處，是激發的氧原子輻射出630纳米的電磁波，原子的低濃度和眼睛對此波長的低靈敏度，使這種顏色只有在太陽活動強烈的情況下才能被看見。低的氧原子數量和逐漸降低的濃度使它們非常微弱，通常只能在簾幕狀極光的頂端部分看見。
- 綠色：在較低的高度，較頻繁的碰撞支撐了氧在557.7纳米的輻射；相當高的氧原子濃度和眼睛對綠色的光較敏感，使綠色的極光最為常見。激發的氮分子（由於N2的高度穩定，氮原子非常罕見）在這兒發揮了作用，在碰撞中可以將能量轉移給氧原子，然後氧會釋放出綠光（紅光和綠光的混合可以產生黃色光或粉紅色的光）。氧原子的濃度在100公里的高度迅速的降低，使得極光簾幕的底部在這個高度上突然的結束。
- 黃色和粉紅色是紅色和綠色混合的結果。
- 藍色：在低海拔處，氧原子的數量越來越少，電離的氮分子取而代之成為發出可見光的主體。它發出的是波長是大量分布在紅色和藍色，並以428毫微米（藍色）為主要的譜線。藍色和紫色的發射通常出現在簾幕的底端，顯示太陽的活動非常活躍[22]。

|  |

## 极光的分类
極光依性質可分為擴散極光和分立極光兩種類型。即使在黑暗的天空中，肉眼可能還是看不見擴散極光散發出瀰漫在天空中的微光和形狀，但它定義出了極光帶的範圍。分立極光是在幾乎看不見的擴散極光中能夠明確看出形狀的部份，肉眼很容易就能看見它們，最亮時的亮度足以在夜晚閱讀書報。但分立極光還是只能在夜空中被看見，因為它的亮度還不足以在陽光下呈現。極光在極光帶中出現時通常是彌漫性的光斑或弧形，且通常是在裸眼可見的程度之下。分立極光通常會顯示出磁場線或像簾幕狀的結構，最常見的是綠色的螢光，並且可以在數秒鐘內發生變化，或是幾個小時光度都不變。
其他分类：
- 极光按形态可分为匀光弧极光、射线式光柱极光、射线式光弧光带极光、帘幕状极光和极光冕。
- 按观测的电磁波波段分为光学极光和无线电极光。
- 按激发粒子类型可分为电子极光和质子极光。
- 按发生区域可分为极光带极光、极盖极光和中纬极光红弧。

現代潮流引導與推薦比照氣象學來區分極光的現象，但尚未被完全認同。

## 其他行星上

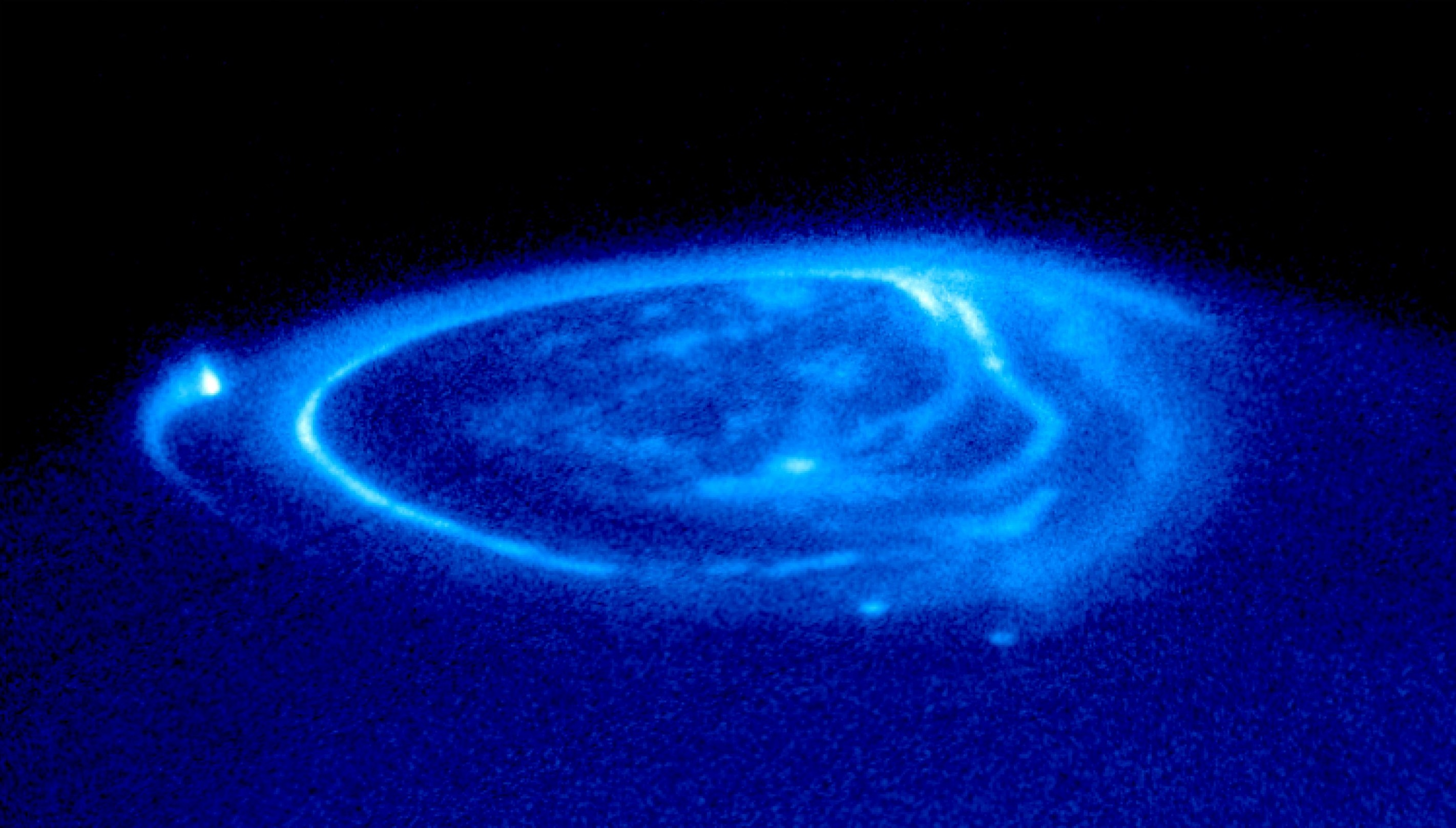
木星的極光。在左邊遠方的亮點是埃歐場線的終點；在圖片底部的斑點是甘尼米德和歐羅巴

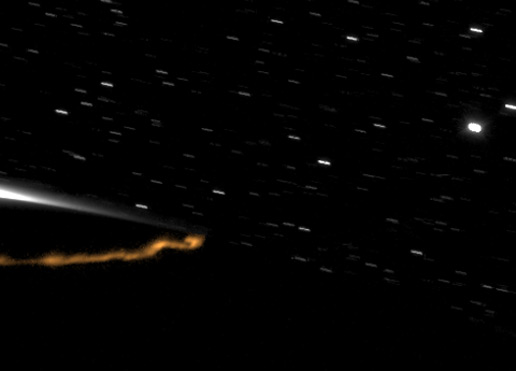
在部分土星北半球高處出現的極光。影像是由卡西尼號拍攝的，一段影片顯示出在81小時的土星觀測影像中，也看到了土星的極光

極光也會發生在其它行星上，與地球一樣，它們也出現在行星磁極的附近。木星和土星這兩顆行星都有比地球更強的磁場（木星在赤道的磁場強度是4.3高斯，相較之下地球只有0.3高斯），而且兩者也都有強大的輻射帶。哈伯太空望遠鏡也很清楚的看見這兩顆行星的極光。
在巨大氣體行星上的極光看起來與地球的相似，也是由太陽風提供能量，另外，木星的衛星，特別是埃歐，更是木星極光的能量來源。這些電流是沿著場線（場準直電流）湧生出的，肇因於衛星繞著行星公轉的相對運動，引起的發電機機制。有著火山活動和電離層的埃歐，是帶電粒子的強力來源，從1955年開始就在研究由它的電流所發射出來的電波輻射。使用哈伯太空望遠鏡也在埃歐、歐羅巴和甘尼米德上觀測到極光，當木星磁氣圈的電漿撞擊到它們稀薄的大氣層時，就會產生極光。
在金星和火星上也曾觀測到極光。因為金星沒有內在（行星本身）的磁場，金星的極光呈現不同的形狀和強度，看起來是明亮但瀰漫的補丁，有時會分布在整個行星的盤面。金星的極光源自太陽風的粒子撞擊和陷入在夜晚側的大氣層。在2004年8月14日，火星快車號上的儀器SPICAM檢測到火星的極光。這道極光位於辛梅利亞高地，東經177°，南緯52°，輻射區域大約寬30公里，高度在8公里左右。經由分析包括火星全球探勘者號過去的地殼磁場異常資料，科學家發現輻射的地區是相對來說是區域性的局部磁場最強的地區。這種相關性顯示，電子是通過火星地殼的磁力線與被激發的大氣層移動。

## 進階讀物
- Chisholm, Hugh (编). .  2 (第11版). London: Cambridge University Press: 927–934. 1911. This includes a highly detailed description of historical observations and descriptions.
- Baynes, T.S. (编). .  3 9th. New York: Charles Scribner's Sons. 1878.
- Stern, David P. . Reviews of Geophysics. 1996, 34 (1): 1–31  [2023-07-28]. Bibcode:1996RvGeo..34....1S. doi:10.1029/95rg03508. （原始内容存档于2022-11-27）.
- Stern, David P.; Peredo, Mauricio. . phy6.org.   [2023-07-28]. （原始内容存档于2012-09-13）.
- Eather, Robert H. . Washington, DC: American Geophysical Union. 1980. ISBN 978-0-87590-215-9.
- Akasofu, Syun-Ichi. . Alaska Geographic Series. April 2002, 29 (1).
- Daglis, Ioannis; Akasofu, Syun-Ichi.  (PDF). Recorder. November 2004, 29 (9): 45–48. （原始内容 (PDF)存档于14 June 2020）. Alt URL （页面存档备份，存于）
- Savage, Candace Sherk. . San Francisco: Sierra Club Books / Firefly Books. 1994. ISBN 978-0-87156-419-1.
- Hultqvist, Bengt. . Kamide, Y.; Chian, A  (编). . Berlin Heidelberg: Springer-Verlag. 2007: 331–354. ISBN 978-3-540-46314-6. doi:10.1007/978-3-540-46315-3_13.
- Sandholt, Even; Carlson, Herbert C.; Egeland, Alv. . . Netherlands: Springer Netherlands. 2002: 33–51. ISBN 978-0-306-47969-4. doi:10.1007/0-306-47969-9_3.
- Phillips, Tony. . NASA. 21 October 2001  [15 May 2006]. （原始内容存档于11 April 2006）.
- Davis, Neil. . University of Alaska Press. 1992. ISBN 0-912006-60-9.

## 外部連結
- Aurora forecast – Will there be northern lights? （页面存档备份，存于）
- Current global map showing the probability of visible aurora （页面存档备份，存于）
- Aurora – Forecasting (archived 24 November 2016)
- Official MET aurora forecasting in Iceland （页面存档备份，存于）
- Aurora Borealis – Predicting （页面存档备份，存于）
- Solar Terrestrial Data （页面存档备份，存于） – Online Converter – Northern Lights Latitude
- Aurora Service Europe – Aurora forecasts for Europe (archived 11 March 2019)
- Aurora Map Web App （页面存档备份，存于） – Interactive Aurora Forecast and Global Aurora Map
- Live Northern Lights webstream （页面存档备份，存于）
- World's Best Aurora （页面存档备份，存于）  – The Northwest Territories is the world's Northern Lights mecca.

### 多媒體
- Amazing time-lapse video of Aurora Borealis – Shot in Iceland over the winter of 2013/2014
- Popular video of Aurora Borealis （页面存档备份，存于） – Taken in Norway in 2011
- Aurora Photo Gallery – Views taken 2009–2011 (archived 4 October 2011)
- Aurora Photo Gallery （页面存档备份，存于） – "Full-Sky Aurora" over Eastern Norway. December 2011
- Videos and Photos – Auroras at Night (archived 2 September 2010)
- Video (04:49) （页面存档备份，存于） – Aurora Borealis – How The Northern Lights Are Created (video on YouTube)
- Video (47:40) （页面存档备份，存于） – Northern Lights – Documentary
- Video (5:00) （页面存档备份，存于） – Northern lights video in real time
- Video (01:42) – Northern Light – Story of Geomagnetc Storm (Terschelling Island – 6/7 April 2000) (archived 17 August 2011)
- Video (01:56) （页面存档备份，存于） (time-lapse) − Auroras – Ground-Level View from Finnish Lapland 2011 (video on YouTube)
- Video (02:43) （页面存档备份，存于） (time-lapse) − Auroras – Ground-Level View from Tromsø, Norway, 24 November 2010 (video on YouTube)
- Video (00:27) （页面存档备份，存于） (time-lapse) – Earth and Auroras – Viewed from the International Space Station (video on YouTube)